# Alejandro Scopelli
Alejandro Scopelli Casanova est un footballeur argentin et italien, né le 12 mai 1908 à La Plata (Argentine), et mort le 23 octobre 1987 à Mexico (Mexique).
En tant qu'attaquant, il fut international argentin à 8 reprises pour 4 buts (1929-1941) et une sélection pour la sélection italienne en 1935.

## Carrière de joueur
Scopelli commença sa carrière en Argentine avec Estudiantes de La Plata où il fit partie de l'équipe appelée « Los Profesores ». En 1931, il inscrivit 31 buts pour le club mais il fut battu pour le titre de meilleur buteur par son coéquipier Alberto Zozaya (33 buts).
Il joua la première édition de la Coupe du monde de football, avec l'Argentine, en 1930, en Uruguay. Il joua un seul matchs sur les 5, marquant un but à la 56e minute en demi, contre les USA pour une victoire 6 buts à 1. Il fut finaliste du mondial battu en finale par l'Uruguay.
En 1933, Scopelli signa en Italie où il évolua à la Roma puis à l'Inter Milan. En 1935, alors qu'il joue à l'AS Rome, il fut sélectionné avec l'Italie, totalisant une sélection.
En 1936, Scopelli fit son retour en Argentine pour jouer avec le Racing Club de Avellaneda. En 1937, il remporte la Copa América 1937 avec l'Argentine, marquant deux buts contre le Paraguay.
À la fin de sa carrière, il joua pour le Red Star en France, et lorsque la Seconde Guerre mondiale éclata, il joua pour Belenenses puis Benfica au Portugal, pays non impliqué dans cette guerre. En 1942, Scopelli retourna en Amérique du Sud pour jouer avec l'Universidad de Chile.

## Carrière d'entraîneur
Après sa retraite il devint l'entraîneur de nombreux clubs dont club Club América au Mexique, Valence CF, Espanyol Barcelone et Deportivo La Corogne en Espagne, Belenenses, Sporting de Lisbonne et FC Porto au Portugal, et l'Universidad de Chile.
Scopelli fut également sélectionneur de l'équipe du Chili.

## Clubs

### En tant que joueur
- 1928-1933 :  Estudiantes de La Plata
- 1933-1935 :  AS Rome
- 1936 :  Inter Milan
- 1936-1937 :  Racing Club de Avellaneda
- 1937-1939 :  Red Star
- 1939-1941 :  Belenenses
- 1941-1942 :  Benfica Lisbonne
- 1942-1943 :  Corporacion de Futbol de la Universidad de Chile

### En tant qu'entraîneur
- 1939-1941 :  Clube de Futebol Os Belenenses
- 1941-1942 :  Corporacion de Futbol de la Universidad de Chile
- 1947-1948 :  Clube de Futebol Os Belenenses
- 1948-1949 :  FC Porto
- 1949-1950 :  Deportivo La Corogne
- 1950-1952 :  Corporacion de Futbol de la Universidad de Chile
- 1952-1955 :  Espanyol Barcelone
- 1955-1956 :  Sporting Portugal
- 1962-1963 :  Valence CF
- 1963-1964 :  Espanyol Barcelone (en compagnie de Pedro Areso)
- 1964-1965 :  Club América
- 1966-1967 :  Chili
- 1967-1968 :  Corporacion de Futbol de la Universidad de Chile
- 1970 :  Club América
- 1972-1974 :  Clube de Futebol Os Belenenses
- 1978-1979 :  Club América

## Palmarès
Avec l'Argentine
- Finaliste de la Coupe du monde en 1930
- Vainqueur de la Copa América 1937

## Sélections
- 1929-1941 :  Argentine (8 sélections, 4 buts)
- 1935 :  Italie (1 sélection)